# 地蔵寺 (諏訪市)
地蔵寺（じぞうじ）は、長野県諏訪市にある曹洞宗の寺院。山号は愛宕山。本尊は延命地蔵大菩薩、脇本尊に千手観世音菩薩を祀る。

## 由緒
金子城の鬼門除けの寺として1584年（天正12年）建立。開基は金子城主・諏訪頼忠。
高島城への移転を機に高島城の鬼門除けの寺、諏訪藩の祈願所として1689年（元禄2年）現在地に移転。開基は高島城主・諏訪忠晴。
開山は群亀応逸。中興開山は露山恵白。

## 霊場札所
- 伊那諏訪八十八霊場（28番）延命地蔵大菩薩「梓弓ひくもはなつも六つのみち　こまにまかせて行きめぐるらん」
- 諏訪郡百番霊場（西29番）　千手観世音菩薩「来て見ればちかひ尊き地蔵でら　心も澄める法のきよ水」
- 諏訪三十三観音霊場（23番）

## 庭園
庭園は日本百名庭園のひとつで、「池泉鑑賞兼回遊式庭」（江戸初期の様式の代表作）で指定文化財名勝。
天然記念物「清水之飛泉」(滝)がある。
庭園の放生池には祈願成就や供養のための鯉が放たれ、「鯉（恋）の寺」の愛称で親しまれている。

## 加持湧出御霊水
中興開山の露山恵白が49日間断食坐禅をし、満願の日立ち上がろうとしてよろめき金剛杖に縋った。杖の下から清水が湧き出たといわれる。

## 観音百八態
本堂の改築に際し、石田豪澄作の天井画「観音百八態」が奉納された。

## 境内
- 本堂
- 開山堂
- 山門
- 元禄門
- 鐘楼堂
- 奥之院（愛宕神社＝愛宕大権現勝軍地蔵尊〜城下平安火防守護善神）

## ゆかりの人物
- 木村岳風
- 岩波其残
- 松沢義章
- 水野忠篤（徳川家斉の側近）
- 諏訪頼保

## アクセス
- 諏訪ICから車で10分
- JR中央本線上諏訪駅からタクシーで5分